# Gateway Records
Gateway Records war ein US-amerikanisches Plattenlabel, das 1952 von Carl Burckhardt gegründet wurde. Gateway war, wie auch Burckhardts andere Label, darauf spezialisiert, Coverversionen aktueller Hits zu veröffentlichen.

## Geschichte

### Gründung
Carl Burckhardt gründete 1950 die Rite Record Productions mit dem Ziel, Hits auch für finanziell schwächere Kunden erhältlich zu machen. Dazu gründete er 1952 drei verschiedene Labels, Gateway, Kentucky und Big 4 Hits. Daneben gab es noch weitere kleinere Vertriebe, die aber nur relativ kleine Produktionszahlen hatten. Gateway veröffentlichte seine erste Platte 1952 mit I Wouldn’t Hurt You For The World / Violins (Gateway 1001) des Al Gracia Quartets, einer Pop-Gruppe. Anders als bei anderen unabhängigen Labels wurden nicht alle Erscheinungen in einem Katalognummern-System geordnet, sondern genreabhängig in fünf verschiedenen Serien. Die 1000-Serie umfasste ausschließlich Pop-Platten, die 3000-Serie Country-Musik, die 4000-Serie Kindermusik, die 5000-Serie Blues und die 9000-Serie Polka, Dixieland, Rock and Roll, Country und weitere Folkmusik.

### Gateway Top Tune
1953 führte man neben den Gateway-Hauptserien Gateway Top Tune ein. Alle Veröffentlichungen dieser Reihe waren Coverversionen aktueller Hits. Das Repertoire umfasste hauptsächlich Pop und Country, ab 1955 kamen dann auch Rockabilly und Rock ’n’ Roll hinzu. Die erste Top-Tune-Single erschien mit Del Brinks Covern von Richochet und Changing Partners (Gateway 1051). Nummer 1050 wurde zwar gepresst, wahrscheinlich aber nie kommerziell veröffentlicht. Geplant war Rags To Riches / Many Times von Bud Roman.
1955 gab es kurzweilig Gateway Extended Play, die nur EPs veröffentlichte. Diese Serie wurde jedoch im Katalog des Big-4-Hits-Labels einsortiert.
Besonders ein Gateway-Künstler erlangte als „King of the Custom Labels“ im Vergleich anderer Musiker Berühmtheit. Delbert Barker war Country-Musiker und hatte seine ersten Platten bereits 1953 in der Gateway-Hillbilly-Serie veröffentlicht. Er wechselte dann zu Top Tune und interpretierte aktuelle Country-Hits. Viele seiner Country-Aufnahmen sind heute nicht mehr kommerziell verfügbar. Anders sieht es mit seinen Rockabilly-Titeln aus, die er ab 1955 in sein Repertoire aufnahm. Bekannt wurde unter anderem ein Cover von Johnny Cashs Nummer-4-Hit So Doggone Lonesome, Carl Perkins’ Nummer-eins-Hit Blue Suede Shoes und Elvis Presleys Nummer-eins-Hit Heartbreak Hotel.
Einige von Gateways anderen Rock-’n’-Roll-Covern sind ebenfalls - vor allem auf den Kompilationen der Serie Rock & Roll Covers: Hot Steamy Lovers von Collector Records - verfügbar, wie beispielsweise Rex Masters Version von Too Much (Originalinterpret: Elvis Presley) oder Gootch Jacksons Versionen von Oh Boy (Originalinterpret: Buddy Holly) und Johnny B. Goode (Originalinterpret: Chuck Berry).

### Ende
1957 verkaufte Carl Burckhard Gateway zusammen mit Big 4 Hits und Kentucky an ein Unternehmen aus Philadelphia, Pennsylvania. Dieses ließ bis 1958 weitere Aufnahmen unter dem Namen Gateway von Rite Music pressen, stellte die Produktion aber schließlich 1958 ein. In den letzten beiden Jahren hatte man die Master-Aufnahmen auch an andere ähnliche Plattenfirmen wie Worthmore und Tops gegeben.

## Diskografie
siehe Gateway Records/Diskografie